# Scutellaria mellichampii
Scutellaria mellichampii är en kransblommig växtart som beskrevs av John Kunkel Small. Scutellaria mellichampii ingår i Frossörtssläktet som ingår i familjen kransblommiga växter. Inga underarter finns listade i Catalogue of Life.